# Avangard Omsk
El Hockey Club Avangard (del ruso: ХК Авангард), también conocido como Avangard Omsk, es un club profesional de hockey sobre hielo con sede en Omsk, Rusia. El club fue fundado en 1950 como Spartak Omsk y juega en la división Chernyshev de la Kontinental Hockey League (KHL).

## Palmarés
Superliga de Rusia (1):  2004

 Copa Continental de la KHL (1):  2011

 IIHF European Champions Cup (1): 2005

 Liga soviética Clase A2 (1):  1990 (este)

## Entrenadores
- Vladimir Kukushkin, 1955–58
- Valentin Skibinsky, 1958–60
- Vladimir Kukushkin, 1960–62
- Alexander Prilepsky, 1962–63
- Vladimir Murashov, 1963–64
- Mikhail Zaitsev, 1964
- Nikolai Koksharov, 1964–66
- Yevgeny Dzeyarsky, 1965–66
- Valentin Skibinsky, 1966–69
- Yevgeny Babich, 1969–70
- Ivan Krachevsky, 1970–74
- Yury Romanenko, 1974–76
- Mark Sudat, 1976–82
- Leonid Shchukin, 1982–83
- Alexander Tychkin, 1983–87
- / Leonid Kiselev, 1987–97
- Vladimir Golubovich, 1997–00
- Gennady Tsygurov, 2000–02
- Ivan Hlinka, 2002–03
- Sergei Gersonsky, 2003
- Valery Belousov, 2003–07
- Sergei Gersonsky, 2007–08
- Wayne Fleming, 2008–09
- Igor Nikitin, 2009–10
- Raimo Summanen, 2010–11
- Rostislav Čada, 2011
- Raimo Summanen, 2011–12
- Petri Matikainen, 2012–2013
- Miloš Říha, 2013–2014
- Yevgeni Kornoukhov, 2014
- Raimo Summanen, 2014–2015
- Yevgeni Kornoukhov, 2015–2016
- Fedor Kanareykin, 2016–2017
- Andrei Skabelka, 2017–presente